# Pardosa nordicolens
Pardosa nordicolens este o specie de păianjeni din genul Pardosa, familia Lycosidae, descrisă de Chamberlin și Ivie, 1947. Conform Catalogue of Life specia Pardosa nordicolens nu are subspecii cunoscute.